# Tarte tropézienne
Pour les articles homonymes, voir Tropézienne.
La tarte tropézienne ou tropézienne est une spécialité culinaire traditionnelle de Saint-Tropez et de la cuisine provençale, à base de gâteau-brioche au sucre, fendu en deux et garni d'un mélange de crème pâtissière et de crème au beurre.
La recette originale du chef-pâtissier provençal Alexandre Micka est gardée secrète. Le procédé permettant la réalisation de l'appareil a fait l'objet d'un dépôt de brevet français en 1972.

## Historique

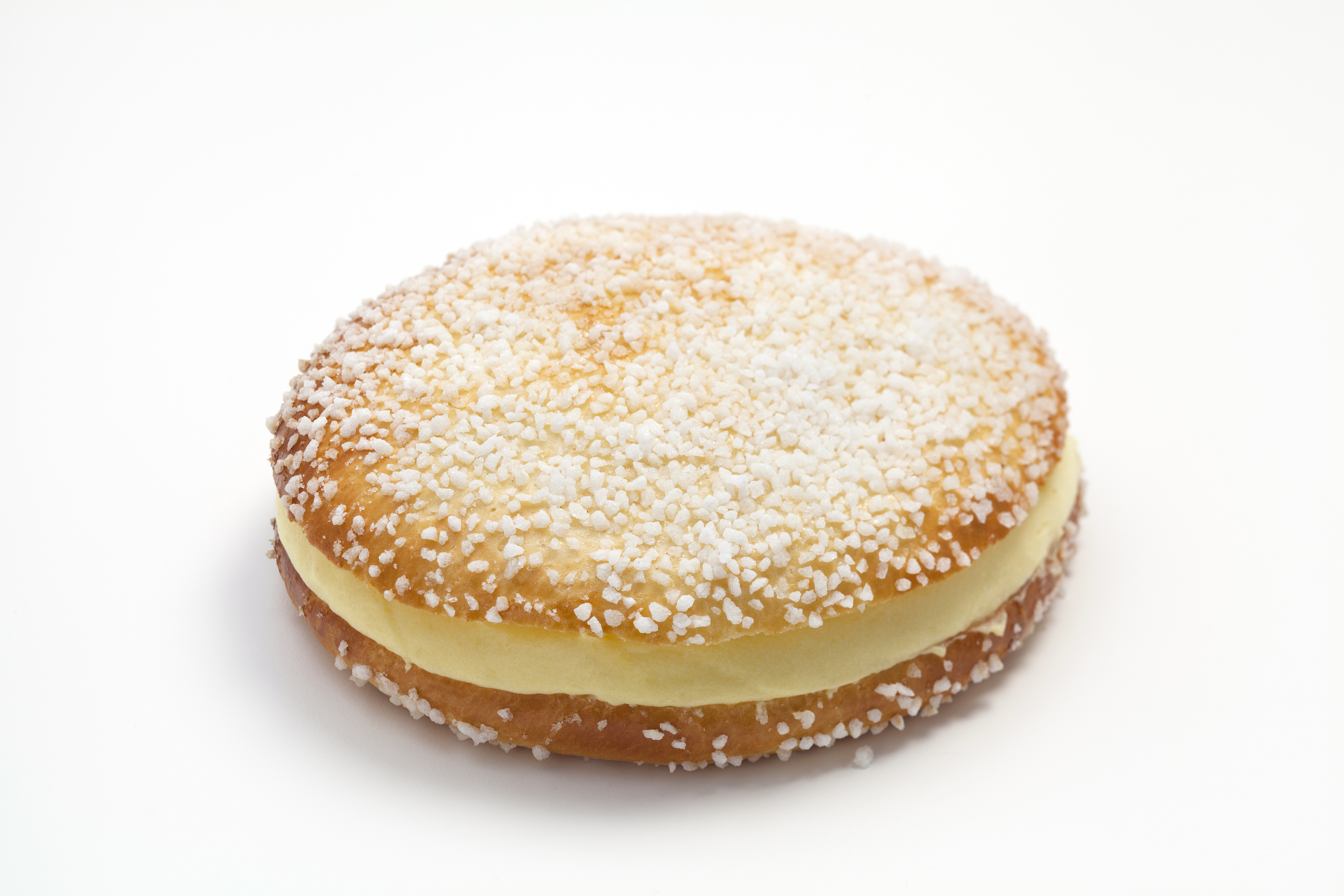

Arrivé en Provence en 1952, Alexandre Micka, chef-pâtissier d'origine polonaise, ouvre dans un premier temps une pâtisserie à Sainte-Maxime. Il y crée le fameux gâteau brioché garni d’une crème inspirée d'une recette qu’il tient de sa grand-mère. Il ouvre plus tard une boulangerie-pâtisserie à Saint-Tropez une fois sa tarte devenue populaire.
Alexandre Micka fait partie en 1955 de l'équipe qui assure les repas pour toute l'équipe de tournage du film Et Dieu… créa la femme, de Roger Vadim, tourné à Saint-Tropez. Conquise par ce dessert, Brigitte Bardot lui suggère alors de le nommer « tarte de Saint-Tropez ». Le pâtissier le nomme finalement « tarte tropézienne ». Le succès mondial du film contribue au succès international de Brigitte Bardot, de Saint-Tropez et de ce gâteau dont il développe la production sous diverses variantes, au niveau régional et national. Il en dépose la marque, puis le brevet de fabrication le 18 août 1972,.

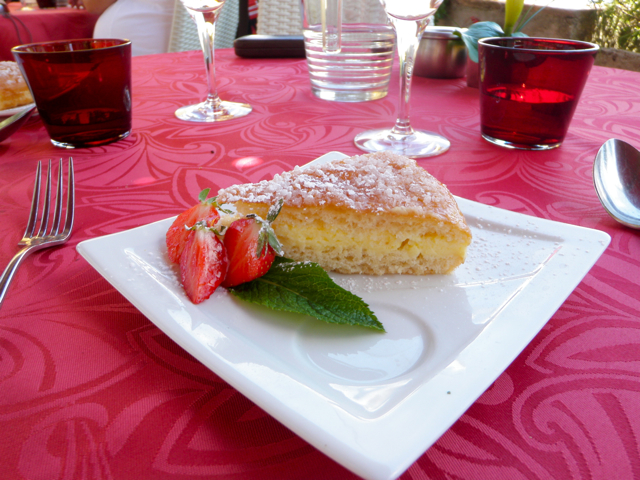
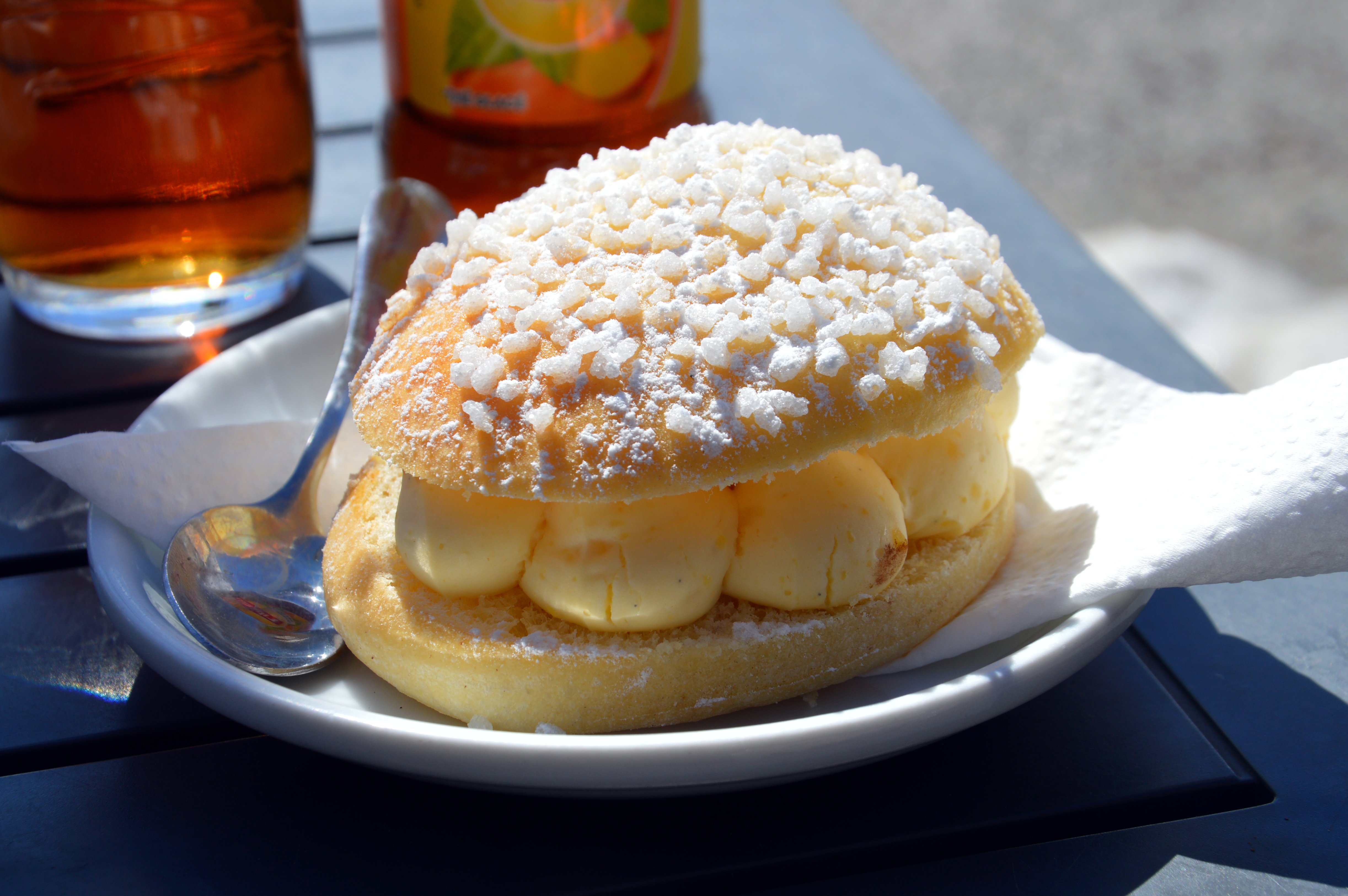
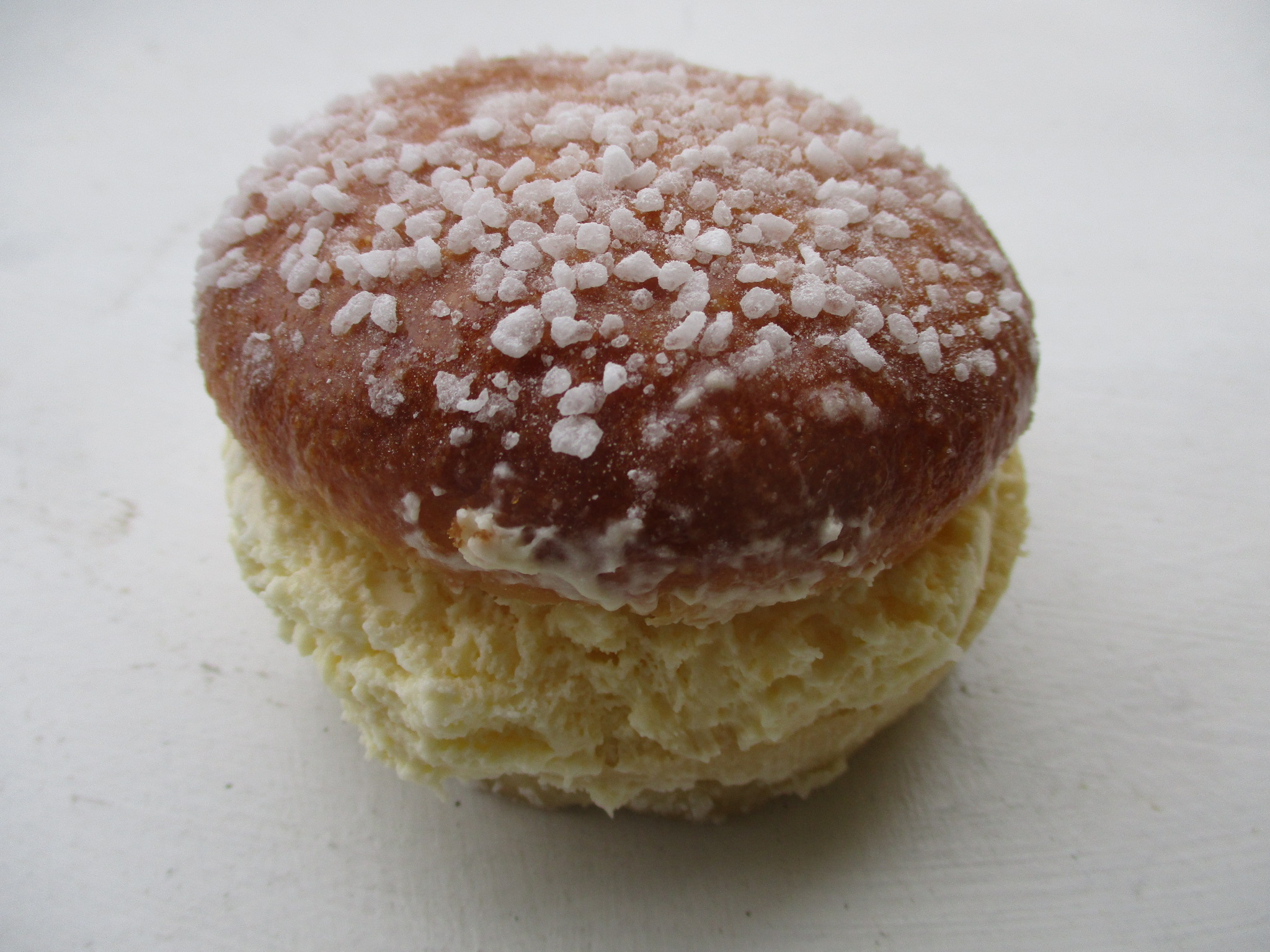

La trentaine de boutiques et restaurants La Tarte tropézienne existent toujours à Saint-Tropez et le long de la Côte d'Azur,.

## Composition
La tropézienne est une brioche parsemée de sucre en grains, fourrée d'un mélange de crème au beurre et de crème pâtissière, éventuellement aromatisée avec de l'eau de fleur d'oranger, ou plus rarement de rhum.